# Чемпионат Сан-Марино по футболу 2012/2013
Чемпионат Сан-Марино по футболу 2012/2013 — 28-й сезон чемпионата Сан-Марино, который прошёл с 14 сентября 2012 года по 27 мая 2013 года. В турнире приняли участие 15 любительских клубов страны.
Обыграв в финале в серии пенальти «Либертас», чемпионом второй раз подряд и в своей истории стал «Тре Пенне».

## Клубы-участники
Так как регламент лиги не подразумевает изменений состава её участников по результатам ранее проведённых сезонов, в сезоне 2012/13 приняли участие те же 15 клубов, что и год назад.
| Город-комунна | Команда           | Борго-Маджоре Серравалле Фьорентино Доманьяно Фаэтано Ла Фиорита Мурата Пеннаросса Виртус Клубы из · Борго-Маджоре: · Кайлунго · Либертас · Сан-Джованни Клубы из Серравалле: · Космос · Тре Пенне · Фольгоре/Фальчано · Ювенес/Догана Клубы из · Фьорентино: · Тре Фьори · Фьорентино |
| Аккуавива     | Виртус            | Борго-Маджоре Серравалле Фьорентино Доманьяно Фаэтано Ла Фиорита Мурата Пеннаросса Виртус Клубы из · Борго-Маджоре: · Кайлунго · Либертас · Сан-Джованни Клубы из Серравалле: · Космос · Тре Пенне · Фольгоре/Фальчано · Ювенес/Догана Клубы из · Фьорентино: · Тре Фьори · Фьорентино |
| Борго-Маджоре | Кайлунго          | Борго-Маджоре Серравалле Фьорентино Доманьяно Фаэтано Ла Фиорита Мурата Пеннаросса Виртус Клубы из · Борго-Маджоре: · Кайлунго · Либертас · Сан-Джованни Клубы из Серравалле: · Космос · Тре Пенне · Фольгоре/Фальчано · Ювенес/Догана Клубы из · Фьорентино: · Тре Фьори · Фьорентино |
| Борго-Маджоре | Либертас          | Борго-Маджоре Серравалле Фьорентино Доманьяно Фаэтано Ла Фиорита Мурата Пеннаросса Виртус Клубы из · Борго-Маджоре: · Кайлунго · Либертас · Сан-Джованни Клубы из Серравалле: · Космос · Тре Пенне · Фольгоре/Фальчано · Ювенес/Догана Клубы из · Фьорентино: · Тре Фьори · Фьорентино |
| Борго-Маджоре | Сан-Джованни      | Борго-Маджоре Серравалле Фьорентино Доманьяно Фаэтано Ла Фиорита Мурата Пеннаросса Виртус Клубы из · Борго-Маджоре: · Кайлунго · Либертас · Сан-Джованни Клубы из Серравалле: · Космос · Тре Пенне · Фольгоре/Фальчано · Ювенес/Догана Клубы из · Фьорентино: · Тре Фьори · Фьорентино |
| Доманьяно     | Доманьяно         | Борго-Маджоре Серравалле Фьорентино Доманьяно Фаэтано Ла Фиорита Мурата Пеннаросса Виртус Клубы из · Борго-Маджоре: · Кайлунго · Либертас · Сан-Джованни Клубы из Серравалле: · Космос · Тре Пенне · Фольгоре/Фальчано · Ювенес/Догана Клубы из · Фьорентино: · Тре Фьори · Фьорентино |
| Кьезануова    | Пеннаросса        | Борго-Маджоре Серравалле Фьорентино Доманьяно Фаэтано Ла Фиорита Мурата Пеннаросса Виртус Клубы из · Борго-Маджоре: · Кайлунго · Либертас · Сан-Джованни Клубы из Серравалле: · Космос · Тре Пенне · Фольгоре/Фальчано · Ювенес/Догана Клубы из · Фьорентино: · Тре Фьори · Фьорентино |
| Монтеджардино | Ла Фиорита        | Борго-Маджоре Серравалле Фьорентино Доманьяно Фаэтано Ла Фиорита Мурата Пеннаросса Виртус Клубы из · Борго-Маджоре: · Кайлунго · Либертас · Сан-Джованни Клубы из Серравалле: · Космос · Тре Пенне · Фольгоре/Фальчано · Ювенес/Догана Клубы из · Фьорентино: · Тре Фьори · Фьорентино |
| Сан-Марино    | Мурата            | Борго-Маджоре Серравалле Фьорентино Доманьяно Фаэтано Ла Фиорита Мурата Пеннаросса Виртус Клубы из · Борго-Маджоре: · Кайлунго · Либертас · Сан-Джованни Клубы из Серравалле: · Космос · Тре Пенне · Фольгоре/Фальчано · Ювенес/Догана Клубы из · Фьорентино: · Тре Фьори · Фьорентино |
| Серравалле    | Космос            | Борго-Маджоре Серравалле Фьорентино Доманьяно Фаэтано Ла Фиорита Мурата Пеннаросса Виртус Клубы из · Борго-Маджоре: · Кайлунго · Либертас · Сан-Джованни Клубы из Серравалле: · Космос · Тре Пенне · Фольгоре/Фальчано · Ювенес/Догана Клубы из · Фьорентино: · Тре Фьори · Фьорентино |
| Серравалле    | Тре Пенне         | Борго-Маджоре Серравалле Фьорентино Доманьяно Фаэтано Ла Фиорита Мурата Пеннаросса Виртус Клубы из · Борго-Маджоре: · Кайлунго · Либертас · Сан-Джованни Клубы из Серравалле: · Космос · Тре Пенне · Фольгоре/Фальчано · Ювенес/Догана Клубы из · Фьорентино: · Тре Фьори · Фьорентино |
| Серравалле    | Фольгоре/Фальчано | Борго-Маджоре Серравалле Фьорентино Доманьяно Фаэтано Ла Фиорита Мурата Пеннаросса Виртус Клубы из · Борго-Маджоре: · Кайлунго · Либертас · Сан-Джованни Клубы из Серравалле: · Космос · Тре Пенне · Фольгоре/Фальчано · Ювенес/Догана Клубы из · Фьорентино: · Тре Фьори · Фьорентино |
| Серравалле    | Ювенес/Догана     | Борго-Маджоре Серравалле Фьорентино Доманьяно Фаэтано Ла Фиорита Мурата Пеннаросса Виртус Клубы из · Борго-Маджоре: · Кайлунго · Либертас · Сан-Джованни Клубы из Серравалле: · Космос · Тре Пенне · Фольгоре/Фальчано · Ювенес/Догана Клубы из · Фьорентино: · Тре Фьори · Фьорентино |
| Фаэтано       | Фаэтано           | Борго-Маджоре Серравалле Фьорентино Доманьяно Фаэтано Ла Фиорита Мурата Пеннаросса Виртус Клубы из · Борго-Маджоре: · Кайлунго · Либертас · Сан-Джованни Клубы из Серравалле: · Космос · Тре Пенне · Фольгоре/Фальчано · Ювенес/Догана Клубы из · Фьорентино: · Тре Фьори · Фьорентино |
| Фьорентино    | Тре Фьори         | Борго-Маджоре Серравалле Фьорентино Доманьяно Фаэтано Ла Фиорита Мурата Пеннаросса Виртус Клубы из · Борго-Маджоре: · Кайлунго · Либертас · Сан-Джованни Клубы из Серравалле: · Космос · Тре Пенне · Фольгоре/Фальчано · Ювенес/Догана Клубы из · Фьорентино: · Тре Фьори · Фьорентино |
| Фьорентино    | Фьорентино        | Борго-Маджоре Серравалле Фьорентино Доманьяно Фаэтано Ла Фиорита Мурата Пеннаросса Виртус Клубы из · Борго-Маджоре: · Кайлунго · Либертас · Сан-Джованни Клубы из Серравалле: · Космос · Тре Пенне · Фольгоре/Фальчано · Ювенес/Догана Клубы из · Фьорентино: · Тре Фьори · Фьорентино |

## Стадионы
Так как клубы-участники не имеют собственных арен для проведения матчей, каждая игра проводилась на одном из шести стадионов страны:
- Стадио Олимпико (Серравалле);
- Кампо ди Фонте дель Ово[итал.] (Сан-Марино);
- Кампо ди Фьорентино[итал.] (Фьорентино);
- Кампо ди Кьезануова[итал.] (Кьезануова);
- Кампо ди Догана[итал.] (Серравалле);
- Стадио Серравалле B[итал.] (Серравалле).

## Регулярный чемпионат
15 клубов-участников были разбиты на две группы: 7 — в группе A и 8 — в группе B. В течение регулярного чемпионата все команды сыграли по две игры с командами из своей группы и по одной игре с каждой из команд другой группы. Таким образом, клубы из группы A (7 команд) провели по 20 матчей, в то время как клубы из группы B (8 команд) — по 21 матчу.

### Группа A
| Поз | Команда       | И  | В  | Н | П  | МЗ | МП | РМ  | О  | Квалификация                                                   |
| --- | ------------- | -- | -- | - | -- | -- | -- | --- | -- | -------------------------------------------------------------- |
| 1   | Либертас      | 20 | 13 | 6 | 1  | 36 | 13 | +23 | 45 | Третий раунд плей-офф                                          |
| 2   | Ла Фиорита    | 20 | 13 | 3 | 4  | 35 | 21 | +14 | 42 | Первый раунд плей-офф и 1-й кв. раунд Лиги Европы УЕФА 2013/14 |
| 3   | Мурата        | 20 | 11 | 3 | 6  | 31 | 19 | +12 | 36 | Первый раунд плей-офф                                          |
| 4   | Кайлунго      | 20 | 6  | 5 | 9  | 30 | 37 | −7  | 23 |                                                                |
| 5   | Фаэтано       | 20 | 5  | 6 | 9  | 20 | 26 | −6  | 21 |                                                                |
| 6   | Ювенес/Догана | 20 | 5  | 3 | 12 | 24 | 36 | −12 | 18 |                                                                |
| 7   | Виртус        | 20 | 3  | 3 | 14 | 15 | 35 | −20 | 12 |                                                                |

1. ↑  Как обладатель Кубка Сан-Марино 2012/2013.

### Группа B
| Поз | Команда           | И  | В  | Н | П  | МЗ | МП | РМ  | О  | Квалификация          |
| --- | ----------------- | -- | -- | - | -- | -- | -- | --- | -- | --------------------- |
| 1   | Фольгоре/Фальчано | 21 | 10 | 9 | 2  | 25 | 17 | +8  | 39 | Третий раунд плей-офф |
| 2   | Тре Пенне         | 21 | 11 | 2 | 8  | 24 | 18 | +6  | 35 | Первый раунд плей-офф |
| 3   | Космос            | 21 | 9  | 8 | 4  | 27 | 19 | +8  | 35 | Первый раунд плей-офф |
| 4   | Фьорентино        | 21 | 7  | 8 | 6  | 36 | 25 | +11 | 29 |                       |
| 5   | Сан-Джованни      | 21 | 6  | 9 | 6  | 35 | 39 | −4  | 27 |                       |
| 6   | Доманьяно         | 21 | 5  | 8 | 8  | 24 | 30 | −6  | 23 |                       |
| 7   | Пеннаросса        | 21 | 5  | 5 | 11 | 23 | 38 | −15 | 20 |                       |
| 8   | Тре Фьори         | 21 | 5  | 2 | 14 | 22 | 34 | −12 | 17 |                       |

1. 1 2  Число очков в играх между собой: Тре Пенне 6, Космос 0.

## Плей-офф
Плей-офф чемпионата прошёл по системе с выбыванием после двух поражений. В первых двух раундах приняли участие клубы, занявшие 2-е и 3-е места в своих группах по результатам регулярного сезона; победители групп («Либертас» и «Фольгоре/Фальчано») вступили в плей-офф с третьего раунда. 

### Первый раунд
| Ла Фиорита   | 1:1 (доп. вр.) | Космос        |
| ------------ | -------------- | ------------- |
| Ринальди 93′ | (отчёт)        | Лаззарини 92′ |
| Пенальти     |                |               |
|              | 6:5            |               |

| Тре Пенне   | 1:2 (доп. вр.) | Мурата                    |
| ----------- | -------------- | ------------------------- |
| Чибелли 67′ | (отчёт)        | Протти 78′ · Теллинаи 95′ |

### Второй раунд
| Ла Фиорита | 1:1 (доп. вр.) | Мурата        |
| ---------- | -------------- | ------------- |
| Арута 78′  | (отчёт)        | Касадеи 90+1′ |
| Пенальти   |                |               |
|            | 5:3            |               |

| Космос   | 0:0 (доп. вр.) | Тре Пенне |
| -------- | -------------- | --------- |
|          |                |           |
| Пенальти |                |           |
|          | 3:4            |           |

По итогам первых двух раундов проигравший оба матча «Космос» выбыл из дальнейшего соревнования; одержавшая две победы «Ла Фиорита» прошла в четвёртый раунд; «Мурата» и «Тре Пенне» вышли в третий раунд.

### Третий раунд
| Фольгоре/Фальчано | 0:2     | Либертас                  |
| ----------------- | ------- | ------------------------- |
|                   | (отчёт) | Фантини 64′ · Морелли 83′ |

| Тре Пенне                        | 2:0     | Мурата |
| -------------------------------- | ------- | ------ |
| Кардини 12′ · Чибелли 60′ (пен.) | (отчёт) |        |

По итогам первых трёх раундов проигравшая два матча «Мурата» выбыла из дальнейшего соревнования.

### Четвёртый раунд
| Либертас    | 1:0     | Ла Фиорита |
| ----------- | ------- | ---------- |
| Морелли 81′ | (отчёт) |            |

| Тре Пенне                      | 2:0     | Фольгоре/Фальчано |
| ------------------------------ | ------- | ----------------- |
| Чибелли 81′ (пен.) · Валли 89′ | (отчёт) |                   |

По итогам первых четырёх раундов проигравший два матча «Фольгоре/Фальчано» выбыл из дальнейшего соревнования; одержавший две победы в двух матчах «Либертас» прошёл в финал; «Ла Фиорита» и «Тре Пенне» вышли в пятый раунд.

### Пятый раунд
| Тре Пенне        | 1:0     | Ла Фиорита |
| ---------------- | ------- | ---------- |
| Михайловский 76′ | (отчёт) |            |

По итогам пяти раундов проигравшая два матча «Ла Фиорита» выбыла из дальнейшего соревнования; «Тре Пенне» прошёл в финал.

### Шестой раунд (Финал)
| Либертас | 0:0 (доп. вр.) | Тре Пенне |
| -------- | -------------- | --------- |
|          | (отчёт)        |           |
| Пенальти |                |           |
|          | 3:5            |           |

Чемпион Сан-Марино 2012/13 — «Тре Пенне» — получил право на участие в 1-м квалификационном раунде Лиги чемпионов УЕФА 2013/14; ставший вторым «Либертас» — в 1-м квалификационном раунде Лиги Европы УЕФА 2013/14.